# Occhiobellói csata
Az occhiobellói csatát 1815. április 8-9. között vívta a Nápolyi Királyság és a Habsburg Birodalom a napóleoni háborúk részeként. A nápolyiak megpróbáltak átkelni a Pó-folyón, de az osztrákoknak sikerült visszaverniük őket, és ezzel megtörték Joachim Murat csapatainak lendületét.

## Előzmények
Bonaparte Napóleon 1815. március 1-jén Franciaországba érkezett elbai száműzetéséből, és hívei kíséretében Párizsba indult, hogy visszaszerezze a hatalmat. A volt császár március 20-án érte el a fővárost. Visszaérkezésének hírére ismét szervezkedni kezdtek ellenfelei, mert úgy gondolták, hogy addig nem lesz béke, amíg Bonaparte vezeti Franciaországot. Anglia, Poroszország, Oroszország, Ausztria és a kis német államok azonnal megkezdték a készülődést az elkerülhetetlen összecsapásra. Úgy számoltak, hogy májusra sikerül felállítaniuk egy ötszázezres sereget. Franciaországban is megkezdődött a toborzás.
A Nápolyi Királyság uralkodója, Joachim Murat, Bonaparte sógora bizonytalan helyzetben volt, ugyanis a Bourbonok, Nápoly korábbi urai visszautasították, hogy elismerjék a szuverenitását. Bonaparte visszatérése azonban ösztönzően hatott a királyra, aki bizonyos volt abban, hogy az Itália északi részét uraló osztrákok ellene készülődnek, és Murat úgy döntött, ő támad elsőnek. Serege 82 ezer katonából, köztük hétezer lovasból állt. Murat március 30-án Riminiben kiadott egy nyilatkozatot az olasz függetlenségről, de nem érte el célját, nem csatlakoztak hozzá tömegesen az osztrák fennhatóság ellen harcolni kész emberek.
Március 30-án Savigno és Cesena között összecsapott a nápolyi sereg az osztrák elővéddel, és a Vinzenz Ferrerius von Bianchi által vezetett osztrák csapatok kénytelenek voltak visszavonulni. Április 3-án Michele Carrascosa tábornoknak sikerült átkelnie a Pón Castelfranco Emiliánál, és rátámadt Bianchi állásaira. A panarói csata a létszámhátrányban lévő osztrákok megfutamodásával dőlt el.

## Az ütközet
Az osztrákok visszavonultak a bentivogliói csatorna mögé és a borgofortei Pó-hídhoz. Ezzel a nápolyiak előtt megnyílt az út Modenába, Reggio Emiliába és Carpiba, amelyet hamarosan elfoglaltak Michele Carrascosa katonái. Április 8-án Murat Occhiobellóhoz vonult, hogy átkeljen a Pó hídján. Az osztrákok védelmi állásokban várták a nápolyiakat, és több rohamot is visszavertek. Másnap Murat ismét harcba indította csapatait, de nem sikerült áttörniük Johann Freiherr von Mohr tábornok védelmét, és kénytelenek voltak visszavonulni. A nápolyiak két nap alatt kétezer embert vesztettek.

## Következmények
Április 21-én Richard Trench, Clancarty második grófja így írt Wellingtonnak: „Murat visszavonult Bolognába, Ferrara felszabadítva. Az egyetlen félelem itt az, nehogy a nápolyi sereg olyan messzire vonuljon vissza, hogy az osztrákok, akiket megerősítettek, ne legyenek képesek tisztességes harcra kényszeríteni őket nyílt területen.”
Johann Frimont osztrák tábornok katonái két seregre osztva haladtak az Ancona felé hátráló nápolyiak után. Az egyiket Adam Albert von Neipperg tábornok, a másikat Vinzenz Ferrerius von Bianchi vezette. Neipperg Murat katonáit követte, míg Bianchi Folignóba tartott, hogy elvágja az utat Nápoly felé. A két sereg az Appenninek miatt eltávolodott egymástól, és Murat úgy döntött, egy kisebb csapatot küld Neipperg elé, ő pedig Tolentinónál bocsátkozik harcba Bianchival. Balszerencséjére az osztrák herceg katonái értek előbb Tolentinóba, és a magyar huszárok április 29-én elfoglalták a várost. A tolentinói csatát május 2-3-án vívták meg, és az osztrákok kerekedtek felül. Joachim Murat hamarosan Korzikára menekült.